# ヘルマン・オストホフ

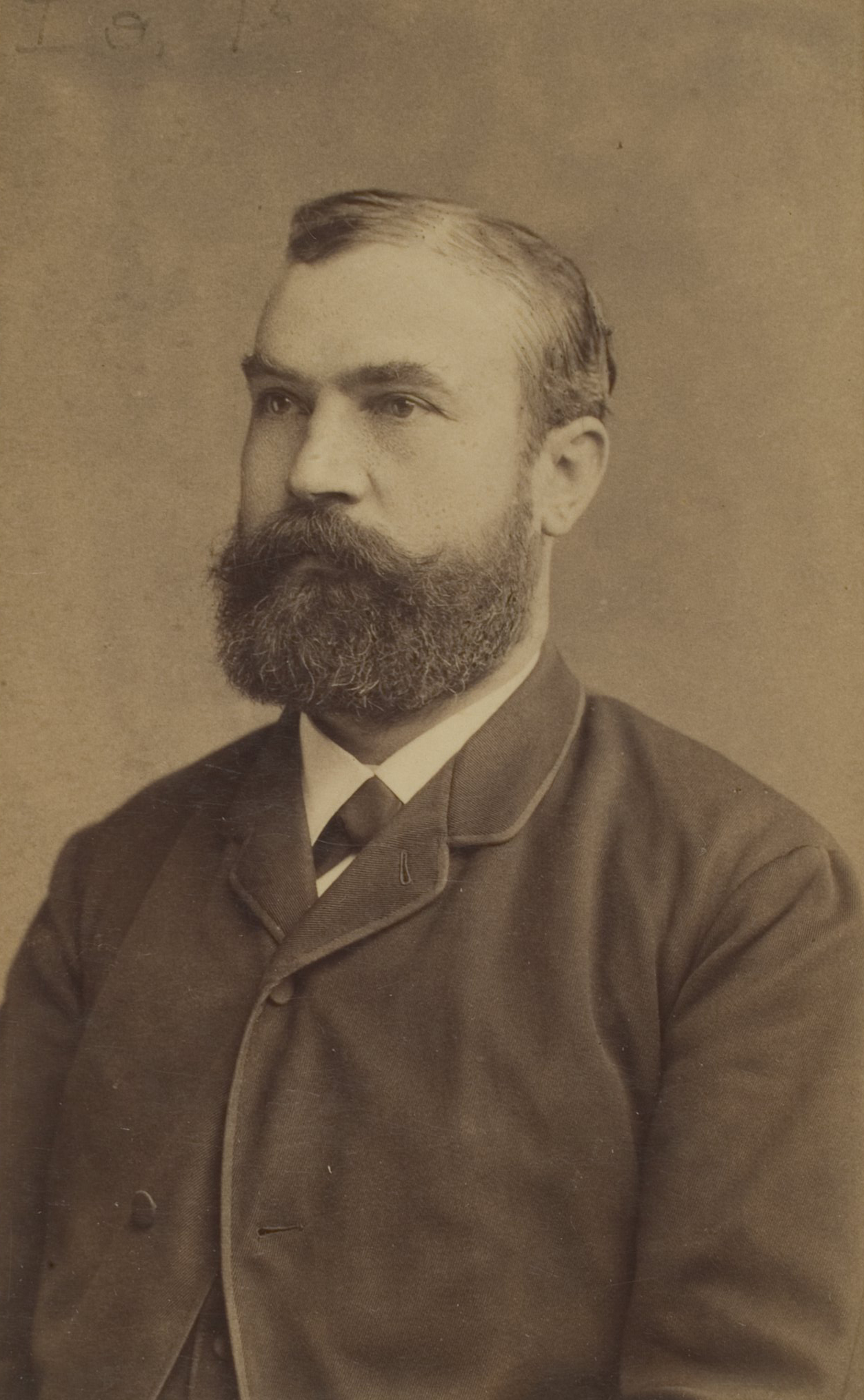
ヘルマン・オストホフ

ヘルマン・オストホフ（Hermann Osthoff、1847年4月18日 - 1909年5月7日）は、ドイツの言語学者。青年文法学派の代表的な学者のひとりであり、インド・ヨーロッパ語族の比較言語学、とくに形態論の研究で知られる。

## 生涯
オストホフはヴェストファーレンのウナに生まれた。ボン大学、テュービンゲン大学、ベルリン大学で古典文献学、ドイツ語学、サンスクリット、比較言語学を学び、1869年にボン大学の博士の学位を得た。1871年からカッセルのギムナジウムで教えた。1874年からライプツィヒ大学でふたたび比較言語学を学び、アウグスト・レスキーンの影響を受けた。1875年に教授資格を得た。
1877年、ハイデルベルク大学の比較言語学とサンスクリットの教授に就任した。
1880年代末にオストホフはドイツ自由思想家党に参加した。
1909年にハイデルベルクで没した。

## 主な業績
オストホフは『パウル・ブラウネ誌』の第3巻（1876年）に「ゲルマン語のN曲用の起源の問題について、および印欧語における強弱格の本来の区別に関する理論」を発表した。この論文の中でインド・ヨーロッパ祖語の流音ソナントの問題が扱われている（52ページ附近）。オストホフによるN語幹名詞の問題の扱いは現在から見ると不十分だったが、同年、この研究に刺激を受けたカール・ブルークマンが鼻音ソナントに関する論文を書き、ひいては2年後に書かれたフェルディナン・ド・ソシュールの『印欧語族における母音の原始的体系に関する覚え書き』にまで影響が及んだ点で、オストホフの研究は比較言語学の歴史上に重要な役割を果たした。
- “Zur Frage des ursprungs der germanischen N-declination (Nebst einer theorie über die ursprüngliche unterscheidung starker und schwacher casus im indogermanischen)”. Beiträge zur Geschichte der deutschen Sprache und Literatur. 3. Halle an der Saale: Lippert'sche Buchhandlung. (1876). pp. 1-89

ただしオストホフはソシュールを嫌い、アカデミックハラスメントに及んだという。また、『覚え書き』も拒絶した。
1878年から1910年にかけて、ブルークマンとともに学術誌『印欧語の領域における形態論研究』を出版した。その第1巻の序文（ブルークマンによる）は青年文法学派の綱領として有名である。
- Morphologische Untersuchungen auf dem Gebiete der indogermanischen Sprachen. 1. Leipzig: S. Hirzel. (1878)

1884年に『印欧語の完了の歴史について』を出版した。この書物において、印欧祖語の長母音がギリシア語では r / l / m / n などの共鳴音の前で短くなることを指摘した（84ページ）。この現象はオストホフの法則として知られる。
- Zur Geschichte des Perfects im Indogermanischen. Strassburg: Karl J. Trübner. (1884)

1901年に印欧語の語源に関する著書を出版した（第1巻のみ）。
- Etymologische Parerga. 1. Leipzig: S. Hirzel. (1901)